# Ruth B.
Ruth Berhe (* 2. Juli 1995 in Edmonton, Alberta), bekannt als Ruth B, ist eine kanadische Singer-Songwriterin. Sie begann 2013, Lieder auf dem Internet-Videoportal Vine zu spielen. Im Januar 2015 veröffentlichte sie ihre Single Lost Boy, im November 2015 ihre erste EP, The Intro. Sie steht bei Columbia Records unter Vertrag.

## Frühes Leben und Schulbildung
Berhe ist äthiopischer Abstammung und in Edmonton geboren und aufgewachsen. Sie machte 2013 einen Abschluss an der Ross Sheppard High School und begann anschließend ein Studium an der MacEwan University, das sie unterbrach, um das Musizieren zu üben. Sie setzte das Studium in Winnipeg fort, bis sie ihre Musikerkarriere begann.

## Karriere
Berhe veröffentlichte ihr erstes Video auf dem Portal Vine am 9. Mai 2013 und fing etwa ein Jahr später an zu singen. Lost Boy veröffentlichte sie am 18. Januar 2015 auf YouTube und am 12. Februar auf iTunes. Im Juni 2015 kam sie bei Columbia Records unter Vertrag. Sie plante, im Verlauf des Jahres 2016 ein Album zu veröffentlichen.

## Diskografie

### Alben
- 2017: Safe Haven (US: Platin)
- 2021: Moments in between

### EPs
- 2015: The Intro
- 2019: Maybe I’ll Find You Again

### Singles
- 2015: Lost Boy (DE: Gold)
- 2017: Superficial Love (CA: Gold; US: Gold)
- 2017: Dandelions (DE: Gold, US: ×3Dreifachplatin )
- 2018: Rare
- 2019: Slow Fade
- 2020: If I Have A Son
- 2020: Dirty Nikes
- 2021: Situation

## Auszeichnungen für Musikverkäufe
| Goldene Schallplatte - Dänemark - 2023: für das Album Safe Haven - Griechenland - 2022: für die Single Dandelions - Italien - 2017: für die Single Lost Boy - 2023: für die Single Dandelions - Mexiko - 2020: für die Single Lost Boy - Polen - 2023: für das Album Safe Haven - 2024: für die Single Lost Boy | Platin-Schallplatte - Dänemark - 2020: für die Single Lost Boy - 2025: für die Single Dandelions - Frankreich - 2024: für die Single Dandelions - Neuseeland - 2024: für das Album Safe Haven - Niederlande - 2016: für die Single Lost Boy - Polen - 2023: für die Single Dandelions - Spanien - 2024: für die Single Dandelions 2× Platin-Schallplatte - Neuseeland - 2021: für die Single Lost Boy - Portugal - 2023: für die Single Dandelions 3× Platin-Schallplatte - Schweden - 2016: für die Single Lost Boy |

Anmerkung: Auszeichnungen in Ländern aus den Charttabellen bzw. Chartboxen sind in ebendiesen zu finden.
| Land/RegionAuszeichnungen für Musikverkäufe (Land/Region, Auszeichnungen, Verkäufe, Quellen) | Gold       | Platin       | Verkäufe  | Quellen              |
| -------------------------------------------------------------------------------------------- | ---------- | ------------ | --------- | -------------------- |
| Dänemark (IFPI)                                                                              | Gold1      | 2× Platin2   | 190.000   | ifpi.dk              |
| Deutschland (BVMI)                                                                           | 2× Gold2   | —            | 400.000   | musikindustrie.de    |
| Frankreich (SNEP)                                                                            | —          | Platin1      | 200.000   | snepmusique.com      |
| Griechenland (IFPI)                                                                          | Gold1      | —            | 10.000    | Einzelnachweise      |
| Italien (FIMI)                                                                               | 2× Gold2   | —            | 75.000    | fimi.it              |
| Kanada (MC)                                                                                  | 3× Gold3   | 6× Platin6   | 600.000   | musiccanada.com      |
| Mexiko (AMPROFON)                                                                            | Gold1      | —            | 30.000    | amprofon.com.mx      |
| Neuseeland (RMNZ)                                                                            | —          | 3× Platin3   | 75.000    | radioscope.co.nz NZ2 |
| Niederlande (NVPI)                                                                           | —          | Platin1      | 30.000    | nvpi.nl              |
| Polen (ZPAV)                                                                                 | 2× Gold2   | Platin1      | 85.000    | olis.pl              |
| Portugal (AFP)                                                                               | —          | 2× Platin2   | 20.000    | Einzelnachweise      |
| Schweden (IFPI)                                                                              | —          | 3× Platin3   | 120.000   | sverigetopplistan.se |
| Spanien (Promusicae)                                                                         | —          | Platin1      | 60.000    | elportaldemusica.es  |
| Vereinigte Staaten (RIAA)                                                                    | Gold1      | 8× Platin8   | 8.500.000 | riaa.com             |
| Vereinigtes Königreich (BPI)                                                                 | —          | 2× Platin2   | 1.200.000 | bpi.co.uk            |
| Insgesamt                                                                                    | 13× Gold13 | 30× Platin30 |           |                      |